# Heterochondria zebriae
Heterochondria zebriae – gatunek widłonoga z rodziny Chondracanthidae. Opisał go w 2000 roku międzynarodowy zespół biologów w składzie: Ju-shey Ho, Il-Hoi Kim oraz Appukuttannaira Biju Kumar, nadając mu nazwę Acanthochondria zebriae.